# Permuta
Permuta é o contrato pelo qual as partes se obrigam a dar uma coisa por outra que não seja dinheiro.
É contrato bilateral, oneroso, comutativo, translativo de propriedade no sentido de servir como títulos adquirindo, gerando, para cada contratante, a obrigação de transferir para o outro o domínio da coisa objeto de sua prestação.
São suscetíveis de troca todas as coisas que puderem ser vendidas, não sendo necessário que os bens sejam da mesma espécie ou tenham igual valor.
Em publicidade,  permuta  designa negociação de espaço ou de tempo de um veículo, em troca de produtos ou serviços do anunciante, dinheiro ou  mediante acordo prévio entre as duas partes, sendo seu valor calculado com base no preço líquido da mídia e nos preços do produto ou serviço sem as margens de lucro do comércio.
Artigo 533 do código civil.
Em caso de personalidades, por exemplo, troca-se a divulgação por parte da pessoa famosa pela prestação de serviços ou objetos, dos quais devem ser mostrados em público, com restrição de marcas.